# ورزشگاه دوریوال بریتو ئی سیلوا
ورزشگاه دوریوال بریتو ئی سیلوا (انگلیسی: Estádio Durival Britto e Silva) یا (انگلیسی: Estádio Vila Capanema) یک ورزشگاه فوتبال در شهر کوریتیبا، برزیل است.
این ورزشگاه که در سال ۱۹۴۷ تأسیس شده دارای ۲۰٬۰۰۰ نفر ظرفیت می‌باشد و یکی از ورزشگاه جام جهانی فوتبال ۱۹۵۰ بوده است.

## نگارخانه

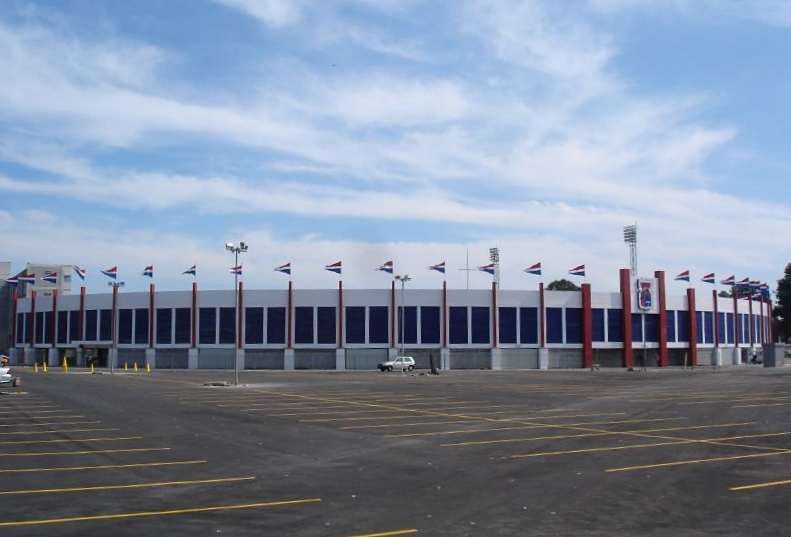
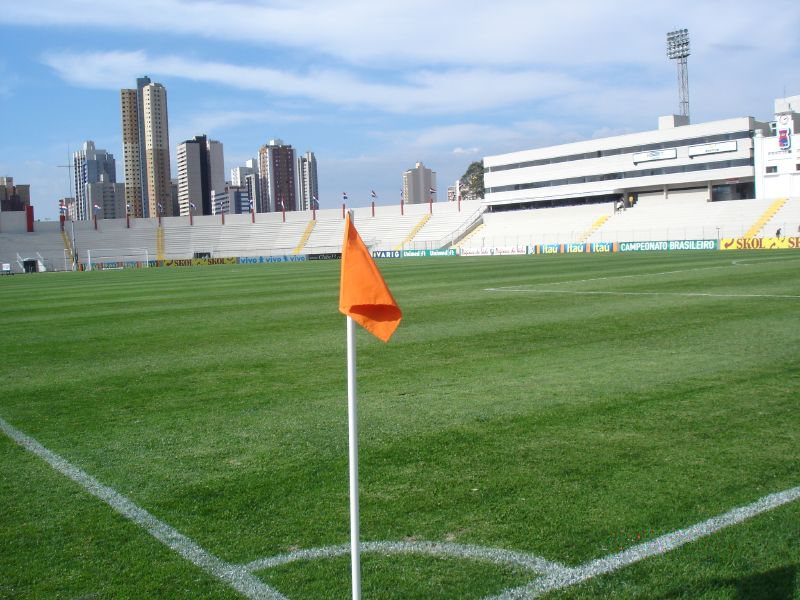